# Podozierany
Podozierany – wieś w Polsce położona w województwie podlaskim, w powiecie białostockim, w gminie Gródek.
Wieś królewska położona była w końcu XVIII wieku w starostwie niegrodowym jałowskim w powiecie wołkowyskim województwa nowogródzkiego. 
W latach 1975–1998 miejscowość administracyjnie należała do województwa białostockiego.
W pobliżu wsi znajduje się rezerwat przyrody Jezioro Wiejki.
Wierni kościoła rzymskokatolickiego należą do parafii Przemienienia Pańskiego w Jałówce, a prawosławni do parafii Podwyższenia Krzyża Świętego w Jałówce.